# Сведок оптужбе (филм)
Сведок оптужбе (енгл. Witness for the Prosecution) је амерички правни мистериозни трилер из 1957. године, режисера и сценаристе Билија Вајлдера, у коме главне улоге тумаче Тајрон Пауер, Марлен Дитрих, Чарлс Лотон и Елса Ланчестер. Филм, који има елементе суморне црне комедије и ноар филма, приказује енглеску судску драму. Смештен у Лондону, филм је заснована на истоименој драми Агате Кристи из 1953. године и бави се суђењем човеку оптуженом за убиство. Сценарио су написали Вајлдер, Лоренс Б. Маркус и Хари Керниц. Филм је добио позитивне критике и био је номинован за шест Оскара.

## Радња
Сер Вилфрид Робартс, старији баристер, који се управо опоравља од срчаног удара, преузима случај Леонарда Вола. Ово чини упркос приговорима своје приватне медицинске сестре, госпођице Плимсол, која каже да га је доктор упозорио да не преузима било какве кривичне случајеве. Вол је оптужен да је убио госпођу Емили Френч, богату старију удовицу без деце, која се заљубила у њега и начинила га главним наследником свог тестамента. Јаки посредни докази указују на Вола као убицу, али сер Вилфрид верује да је он невин.
Када сер Вилфрид разговара са Воловом женом, Немицом, Кристин, сматра да је она прилично хладна и самосвојна, али свеједно пружа алиби, иако ни у ком случају није сасвим убедљив. Стога је веома изненађен када је током суђења као сведока позове адвокат тужилаштва.
Иако жена не може бити приморана да сведочи против свог мужа, Кристин открива да је, заправо, још увек била удата за Ота Хелма, Немца који сада живи у руско-окупираној источној Немачкој, када се удала за Вола (који је био у Краљевском ваздухопловству као део окупационих снага у Немачкој у то време и оженио се њом да би јој помогао да побегне из земље). Она сведочи да јој је Вол приватно признао да је убио госпођу Френч, а њена савест ју је натерала да коначно каже истину.
Током суђења у Олд Бејлију, сер Вилфрида контактира мистериозна жена која му, за новчану накнаду, доставља писма која је сама Кристин писала мистериозном љубавнику по имену „Макс”. Рукопис је оригиналан, а она има легитиман разлог да их преда – лице јој је у ожиљцима, наводно придобијених од стране „Макса”. Афера коју описују писма, а посебно један пасус који детаљно описује Максов и Кристинин план да лажу и да се отарасе Леонарда, убеђује пороту да је Кристин намерно лагала на суду. Леонард је ослобођен, на велико задовољство присутних.
Међутим, сер Вилфрид је забринут због пресуде. Његови инстинкти му говоре да је све прошло „...превише уредно, превише чисто и све скупа превише симетрично!” Показало се да је у праву када му Кристин, доведена у судницу ради сигурности након што ју је одлазећа гомила напала због њеног лажног сведочења, каже да му је помогла да добије случај. Сер Вилфрид јој је рекао пре суђења да „...ниједна порота не би веровала у алиби који би дала брижна супруга”. Дакле, она је глумила мрску супругу и сведочила против свог мужа, а затим је фалсификовала писма непостојећем „Максу”, и прерушена глумила мистериозну жену која је предала писма, дискредитујући сопствено сведочење, што је довело до ослобађајуће пресуде. Она признаје да је спасила Леонарда, иако је знала да је крив, јер га воли. Прихвата да јој се суди за лажно сведочење.
Леонард, који је чуо Кристинино признање, весело потврђује да је он заиста убио госпођу Френч. Сер Вилфрид је бесан, али беспомоћан да га сада заустави, захваљујући законима о двострукој опасности (који су од тада поништени) који би спречили да се Леонарду поново суди. Кристин такође доживи велики шок када открије да је Леонард имао аферу са млађом женом и да планира да је напусти због љубавнице. Он јој говори да су сада „изједначени”, односно да су једно другом спасили животе.
Кристин бесно узима нож (који је раније коришћен као доказ и суптилно наглашен одразом светлости у моноклу сер Вилфрида) и убија Леонарда. Након што ју је одвела полиција, сер Вилфрид, након наговора госпођице Плимсол, изјављује да ће преузети Кристинину одбрану.

## Улоге
- Тајрон Пауер као Леонард Вол, оптужени
- Марлен Дитрих као Кристин Вол/Хелм, супруга оптуженог
- Чарлс Лотон као сер Вилфрид Робартс, Волов бранилац
- Елса Ланчестер као госпођица Плимсол, приватна медицинска сестра сер Вилфрида
- Џон Вилијамс као господин Броган-Мур, млађи адвокат сер Вилфрида на суђењу
- Хенри Данијел као господин Мејхју, Волов солиситор који даје инструкције сер Вилфриду о случају
- Ијан Вулф као Х. А. Картер, сер Вилфридов главни службеник и управник канцеларије
- Торин Тачер као господин Мајерс, тужилац
- Норма Варден као Емили Џејн Френч, старија жена која је убијена
- Уна О'Конор као Џенет Макензи, домаћица госпође Френч
- Френсис Комптон као Џастис Вејнрајт, судија
- Филип Тонг као главни инспектор Херн
- Рута Ли као Дајана, млада жена која гледа суђење, чекајући да Леонард буде ослобођен

## Продукција
Продуценти Артур Хорнблоу и Едвард Смол купили су права на представу за 450.000 долара. Представа је прилагођена да се изгради лик браниоца. Били Вајлдер је потписан за режију у априлу 1956. године. Према Вајлдеру, када су продуценти пришли Марлен Дитрих у вези улоге, она је прихватила под условом да Вајлдер режира. Вајлдер је изјавио да је Дитрихова волела да „глуми убицу”, али да јој је било „мало непријатно када је играла љубавне сцене”.
Лотон је своју улогу засновао на Флорансу Гедели, његовом сопственом адвокату, Енглезу који је био познат по томе што је вртео свој монокл док је испитивао сведоке.
Вивијен Ли, као и Дитрихова, била је водећа кандидаткиња за улогу Кристин Вол.
У флешбеку који показује како се Леонард и Кристин први пут упознају у немачком ноћном клубу, она носи своје познате панталоне које су је прославиле у филму Мароко (1930), редитеља Јозефа фон Штернберга. Један од присутних војника их је поцепао са једне стране, откривајући једну од њених чувених ногу и започињујући тучу. За сцену је било потребно 145 статиста, 38 каскадера и 90.000 долара. Бар у коме се ово дешава зове се Die blaue Laterne (Плави фењер), што је референца на Дитрихин чувени филм Плави анђео.

### Упозорење о „завршном изненађењу”
На крају филма, током почетка одјавне шпице, глас најављује:
Управа овог биоскопа предлаже да, ради веће забаве ваших пријатеља који још нису одгледали филм, никоме не откривате тајну завршетка Сведока оптужбе.
Ово је било у складу са рекламном кампањом за филм: на једном од постера за филм је писало: „Причаћете о овоме! − али молимо вас не причајте о крају!”
Напор да се крај задржи у тајности проширио се и на глумачку екипу. Били Вајлдер није дао глумцима последњих десет страница сценарија док није дошло време за снимање тих сцена. Тајновитост је наводно коштала Марлен Дитрих Оскара, јер United Artists није желео да скрене пажњу на чињеницу да се Дитрихова практично непрепознатљива појавила као жена са „Кокни” нагласком која је предала инкриминишућа писма браниоцу.

## Пријем
Филм је добио изузетно позитивне критике. Агата Кристи је „сама сматрала да је ово најбољи филм снимљен на основу једне од њених прича”. Тренутно има рејтинг одобравања од 100% на сајту Rotten Tomatoes, на основу 31 рецензије са просечном оценом 8,53/10. У рецензији компаније TV Guide, добио је четири и по звездице од пет, а писац је рекао да је „Сведок оптужбе духовита, сажета адаптација хит представе Агате Кристи која је приказана на филмском платну са генијалношћу и виталношћу Билија Вајлдера.”
Амерички филмски институт уврстио је филм у АФИ-јевих 10 топ 10 као 6. најбољу судску драму.
Филм је две недеље заредом у фебруару и марту 1958. достигао прво место на благајнама у Сједињеним Државама.

### Награде
| Награда                                         | Категорија                       | Номиновани                 | Резултат   |
| ----------------------------------------------- | -------------------------------- | -------------------------- | ---------- |
| Оскар                                           | Најбољи филм                     | Артур Хорнблоу Млађи       | Номинација |
| Оскар                                           | Најбољи режисер                  | Били Вајлдер               | Номинација |
| Оскар                                           | Најбољи глумац                   | Чарлс Лотон                | Номинација |
| Оскар                                           | Најбоља споредна глумица         | Елса Ланчестер             | Номинација |
| Оскар                                           | Најбоља монтажа                  | Данијел Мандел             | Номинација |
| Оскар                                           | Најбољи микс звука               | Гордон Е. Сојер            | Номинација |
| Награде БАФТА                                   | Најбољи главни глумац            | Чарлс Лотон                | Номинација |
| Награде Давид ди Донатело                       | Најбољи страни глумац            | Чарлс Лотон                | Освојено   |
| Награде Удружења режисера Америке               | Најбоље режирани играни филм     | Били Вајлдер               | Номинација |
| Награде Едгар Алан По                           | Најбољи филм                     | Били Вајлдер и Хари Керниц | Номинација |
| Награде Златни глобус                           | Најбољи филм – драма             | Најбољи филм – драма       | Номинација |
| Награде Златни глобус                           | Најбољи глумац у филму – драма   | Чарлс Лотон                | Номинација |
| Награде Златни глобус                           | Најбоља глумица у филму – драма  | Марлен Дитрих              | Номинација |
| Награде Златни глобус                           | Најбоља споредна глумица у филму | Елса Ланчестер             | Освојено   |
| Награде Златни глобус                           | Најбољи режисер                  | Били Вајлдер               | Номинација |
| Награде Ловор                                   | Најбоља драма                    | Најбоља драма              | 4. место   |
| Награде Ловор                                   | Најбоља глумица у драми          | Марлен Дитрих              | 2. место   |
| Награде онлајн филмског и телевизијског друштва | Галерија славних – филмови       | Галерија славних – филмови | Освојено   |

## Остале адаптације
Прва адаптација приче Агати Кристи била је телевизијска продукција BBC-ја направљена 1949. године, у трајању од 75 минута.
Још једна рана продукција Сведока оптужбе била је у облику емитовања уживо на CBS-овом Лукс Видео Театру 17. септембра 1953. са Едвардом Џи Робинсоном, Андреом Кинг и Томом Дрејком у главним улогама.
Оригинална представа је први пут изведена у Нотингему 28. септембра 1953. године, док је премијерно приказана у Лондону 28. октобра, а на Бродвеју 16. децембра 1954. године.
Године 1982, Сведок оптужбе је адаптиран као телевизијски филм, у коме су глумили Ралф Ричардсон, Дебора Кер, Бо Бриџиз, Доналд Плезенс, Венди Хилер и Дајана Риг. Адаптирали су га Лоренс Б. Маркус и Џон Геј по оригиналном сценарију, а режирао га је Алан Гибсон.
Године 2016, на каналу BBC One емитована је мини-серија са Билијем Хаулом, Тобијем Џоунсом, Андреом Рајзборо, Ким Катрал и Дејвидом Хејгом и добила је широко признање критичара.
Такође 2016, Deadline Hollywood је објавио да ће Бен Афлек режирати, продуцирати и глумити у римејку филма Сведок оптужбе за 20th Century Fox, али пројекат још није реализован.

## Кућни медији
је објавио филм 11. децембра 2001. на DVD форматима за широки екран на северноамеричком тржишту, а Kino Lorber (под лиценцом MGM-а) на Blu-ray формату 22. јула 2014. као диск за широки екран на северноамеричком тржишту.